# 大林蒲
大林蒲是位於臺灣高雄市小港區的一個濱海聚落，西南濱台灣海峽，東邊則是緊鄰高雄臨海產業園區，北邊是目前已經遷村的紅毛港，南邊是邦坑、鳳鼻頭。大林蒲境內或鄰近的大型工廠有中油大林煉油廠、台電大林發電廠及中鋼公司等。

## 歷史

### 明清至日治時期

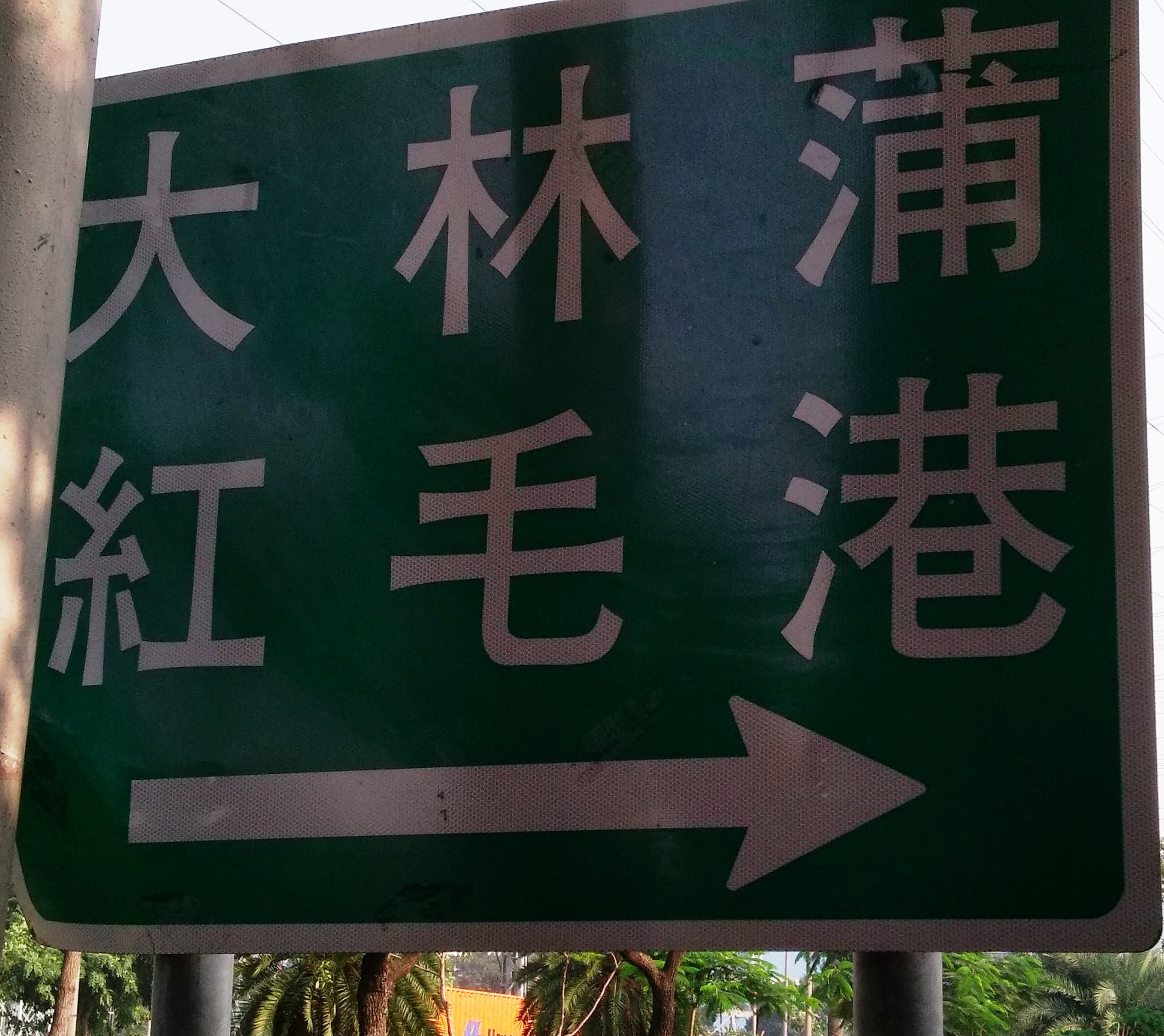
位於沿海二路上大林蒲地名告示牌

大林蒲的開基者，於永曆十五年（1661年）隨延平郡王鄭成功驅逐荷蘭東印度公司，自福建漳州遷移來台，由西海岸茄萣邊登陸，屯墾定居。因此地野林草埔茂盛，故取名為「大樹林」、「大林埔」。當移民砍林闢地墾成良田時，林地存於農地之間，由於林中樹木種類繁多，乃統稱「林」為地名；蒲當「埔」用，也即草木叢生的野地，最後終於成為其地名。
道光十七年(1837年)，鳳山縣知縣曹謹為了要開曹公圳，於鳳鼻頭山麓鑿建大型抽水機，中林子及追港仔一帶居民被迷信所祟，認定龍脈損害，朝夕不保，乃相繼遷入大樹林定居，新居住地就以具有驅邪的香草－菖蒲的「蒲」字，取代原來的「埔」字，從此易名為大林蒲。
大林蒲於清朝時代以「頂沖下蒲」聞名。「沖」指右沖，即今右昌；「蒲」指大林蒲，此兩地都以「飛脊厝」齊名。屋脊一如廟宇左右齊飛，是科舉功名的標幟。在「萬般皆下品、唯有讀書高」的傳統時代，據傳大林蒲在嘉慶年間，共出吳鳳鳴與陳媽得等兩位進士，以及一位秀才邱文。然而，經查閱清代台灣進士名錄之後，嘉慶年間台灣並無進士，且兩人亦未名列於進士榜中。因此，所謂的「進士」之說，其實僅是「歲貢」，由於民間對「科舉」不甚了解，故誤以為貢生就是進士。
1933年時，大林蒲人口有2454人。

### 民國時期

#### 遷村議題
|                              | 市區1條丙烯管線就被炸成這樣，「大林蒲地下有百支管線」，民眾的驚恐難以言喻。 |
| ——鳳林里長 許再生 2014/08/17 |                                                                             |

繼鄰近的紅毛港於2007年遷村完成後，高雄市政府於2011年與2016年在同樣被重工業區包圍的大林蒲辦理遷村意願的民意調查，有七成以上居民同意遷村。
2015年及其過去數年來因為南星計畫新的遊艇產業園區的環保議題，再加上大林蒲通往高雄市區的交通要道中林路的坍塌事件及高雄氣爆，使大林蒲遷村議題持續發酵。
馬英九政府
估計遷村費用共需要新台幣700億元並要求高雄市政府盡快辦理，但高雄市政府無力獨自負擔高額的大規模遷村相關費用，故遲遲無法開展初步的遷村普查。
蔡英文政府
2016年5月政黨輪替後，該計畫重新獲得中央政府的支持，11月19日時任行政院長林全率領高雄市長、中油、中鋼、台電董事長以及台灣港務公司總經理前來大林蒲和居民座談，為當地多年承受的污染向他們鞠躬致歉。
2017年，獲得中央支持的高雄市政府在大林蒲和鳳鼻頭舉辦多場遷村普查說明會，並開始進行遷村普查。2019年10月8日，行政院核定「新材料循環產業園區申請設置計畫」，總經費為新台幣1,054億元，其中新台幣589億元將用於大林蒲遷村計畫，初步規劃將大林蒲居民安置到高雄國際機場北側、交通部航港局及台灣糖業公司經管之52.4公頃土地，住商土地一坪換一坪不變，目前遷村戶數是1萬1753戶、超過2萬人。
2020年新任高雄市長陳其邁上任後更積極與中央與部會溝通協調，並確認遷村的徵收補償、租屋補貼等事項。2023年12月獲行政院核定提高遷村經費至新台幣800億元。2024年1月獲經濟部確認遷村安置計畫，2月展開遷村方案選擇調查，遷村安置地為鳳山區中崙台糖土地（鳳山青年夜市旁），以及鳳山區牛寮與前鎮區SKM Outlet購物中心後方的國有土地合併的區域（崗山仔新社區，即紅毛港遷村計畫的安置區）。

## 宗教文化

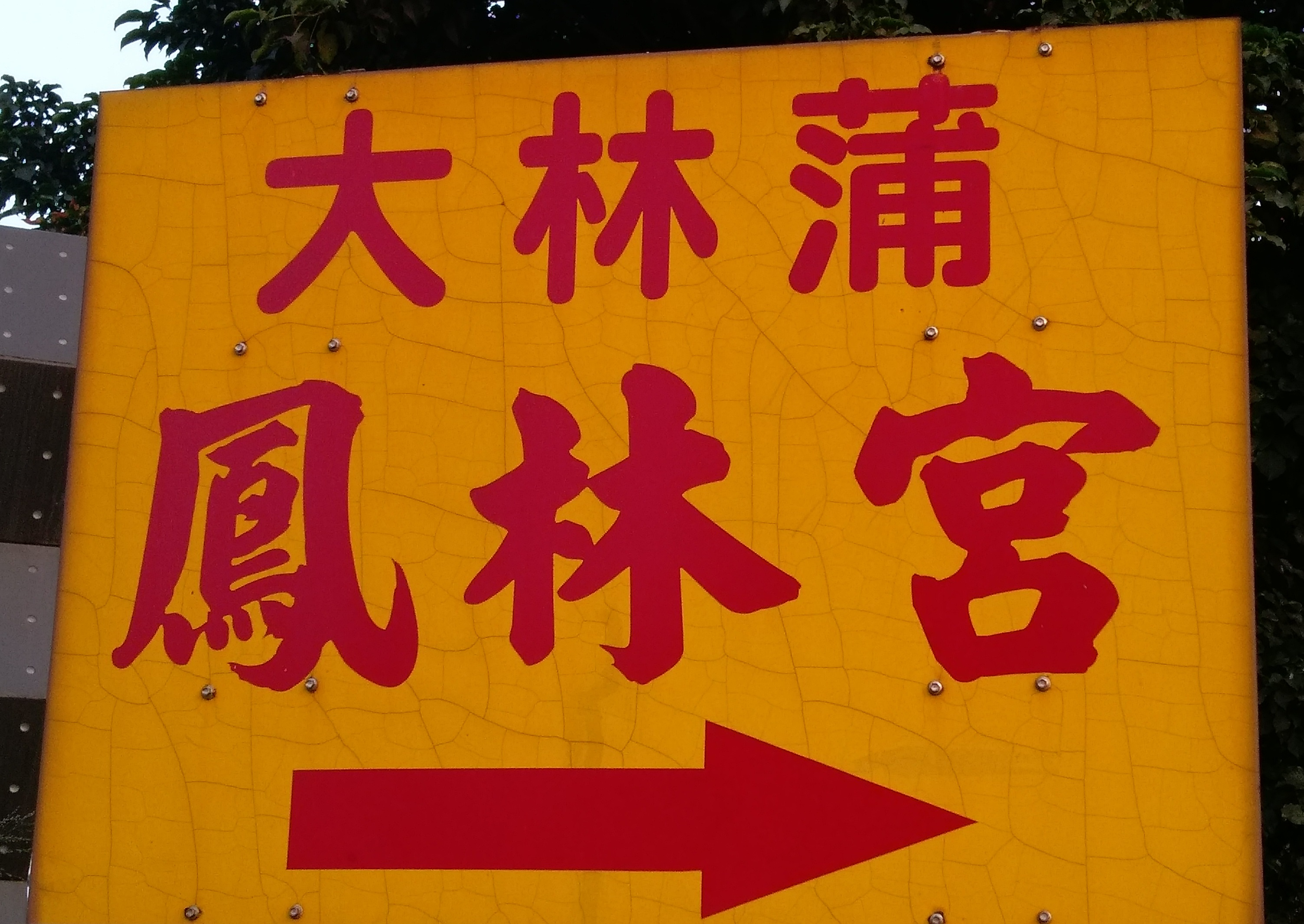
位於沿海二路安全島上的大林蒲鳳林宮指示牌

如同台灣各地的廟宇宗教文化，大林蒲鳳林宮是大林蒲最大的廟宇，也是大林蒲的文化活動中心。
鳳林宮的廟史可追溯自康熙三十六年（1697年），主要奉祀溫府、朱府和池府千歲。民國六十三年（1974年）時，政府開發臨海工業區，鳳林宮舊址的部分土地被徵收，且信徒鑒於廟宇建築陳舊不堪，遂發起募捐重建，於民國六十七年（1978年）建成至今。
鳳林宮位於二樓，一樓為廣場，多數當地居民經常在此休憩聊天。廟口廣場有一個小戲台，且有許多攤販在此擺攤。除了每天的早市以外，每周四於廟口廣場也有夜市，可說是大林蒲經濟活動最為熱絡的地方。

## 外部連結
- 地球公民基金會－大林蒲求生記（页面存档备份，存于）